# 好萊塢 (佛羅里達州)
好萊塢（英語：Hollywood）是美国佛罗里达州布劳沃德县的一個城市，位於佛罗里达半岛東部，面臨大西洋。面積79.8平方公里，2020年的人口統計約153,067人。1925年11月28日建市。